# Bunny Bleu
Bunny Bleu (1º giugno 1964) è un'ex attrice pornografica statunitense membro dell'AVN Hall of Fame.

## Biografia
Nel 1983 inizia ad avvicinarsi al mondo del porno inizialmente come fluffer e poi come attrice. Debutta nel suo primo film con le attrici Traci Lords e Christy Canyon. Durante la sua filmografia ha svolto alcuni ruoli, è per moltissimi anni ha recitato nei panni della cheerleader e studentessa dai capelli biondi grazie al suo aspetto giovanile. Tra il 1983 e il 1989 si esibita in più di centocinquanta film. Nel 1989 accantona la sua carriera per sostenere un allargamento chirurgico del seno per poi tornare nel mondo del cinema nel 1992. 
Per il suo lavoro nel 1997 è stata inserita nella Hall of Fame degli AVN Awards.

## Riconoscimenti
- AVN Awards
  - 1997 – Hall of Fame[3]
- XRCO Award
  - 1987 – Orgasmic Oral Scene per 1001 Erotic Nights 2 con Kristara Barrington, Sandy Summers e Francois[4]

## Filmografia
- Adventures of Rick Quick Private Dick (1984)
- All American Girls 3: Up Up and Away (1984)
- Bad Bride (1984)
- Bound And Punished (1984)
- Bound for Slavery (1984)
- Breaking It (1984)
- Classical Romance (1984)
- Dial F for Fantasy (1984)
- Diamond Collection 57 (1984)
- Dirty Shary (1984)
- Erotic Radio WSEX (1984)
- Forbidden Fruit (1984)
- Girls That Love Girls (1984)
- Glamour Girl 2 (1984)
- Hanky Panky (1984)
- Hot Tails (1984)
- I Wanna Be Teased (1984)
- I Want It All (1984)
- Joys of Erotica 111 (1984)
- Limited Edition 29 (1984)
- Loose Times at Ridley High (1984)
- Melts In Your Mouth (1984)
- Naked Eyes (1984)
- Oriental Lesbian Fantasies (1984)
- Our Major is Sex (1984)
- Penetration 2 (1984)
- Physical Attraction (1984)
- Pretty As You Feel (1984)
- Sappho Sextet (1984)
- Stiff Competition (1984)
- Swedish Erotica 54 (1984)
- Sweet Little Things (1984)
- Talk Dirty to Me 3 (1984)
- Too Naughty to Say No (1984)
- Too Young to Know (1984)
- Unthinkable (1984)
- What Gets Me Hot! (1984)
- Adult 45 1 (1985)
- Age of Consent (1985)
- Beverly Hills Exposed (1985)
- Big Switch (1985)
- Blonde Desire (1985)
- Broadcast Babes (1985)
- C-hunt (1985)
- Covergirls (1985)
- Cumshot Revue 2 (1985)
- Cunning Coeds (1985)
- Daddy's Girls (1985)
- Diamond Collection 72 (1985)
- Don't Tell Daddy (1985)
- Double Down (1985)
- E Three: Extra Testicle (1985)
- Emerald Dimples (1985)
- Erotic Aerobics (1985)
- Fantasies Unltd. (1985)
- First Annual XRCO Adult Film Awards (1985)
- Flaming Tongues 1 (1985)
- Free and Foxy (1985)
- Freeway Honey (1985)
- Gold Diggers (1985)
- Golden Girls 26 (1985)
- Golden Girls 30 (1985)
- Good The Bad And The Horny (1985)
- Gourmet Premier 901 (1985)
- Gourmet Premier 906 (1985)
- Head And Tails (1985)
- Hollywood Pink (1985)
- Hot Merchandise (1985)
- I Dream of Ginger (1985)
- Irresistible (1985)
- It's Incredible (1985)
- Jubilee Of Eroticism (1985)
- Ladies In Lace (1985)
- Little Girls Dirty Desires (1985)
- Love Button (1985)
- Lover Girls (1985)
- Lusty Adventurer (1985)
- My Private Party (1985)
- Nice and Tight (1985)
- Older Men with Young Girls (1985)
- Passionate Lee (1985)
- Political Party (1985)
- Rub Down (1985)
- Satin Dolls (1985)
- Savage Fury 1 (1985)
- Scandal In The Mansion (1985)
- Scandalous Simone (1985)
- Sex Star Competition (1985)
- Sex Toys (1985)
- Sexeo (1985)
- Spermbusters (1985)
- Star Is Porn (1985)
- Superstars of Porn 1 (1985)
- Suzie Superstar 2 (1985)
- Sweet Surrender (1985)
- Teenage Games (1985)
- Tight and Tender (1985)
- Trashy Lady (1985)
- Trick Or Treat (1985)
- Wall To Wall (1985)
- You Make Me Wet (1985)
- Spermbusters (1985)
- Star Is Porn (1985)
- Superstars of Porn 1 (1985)
- Suzie Superstar 2 (1985)
- Sweet Surrender (1985)
- Teenage Games (1985)
- Tight and Tender (1985)
- Trashy Lady (1985)
- Trick Or Treat (1985)
- Wall To Wall (1985)
- You Make Me Wet (1985)
- 1001 Erotic Nights 2 (1986)
- 69 Minutes Evening News 1 (1986)
- Best Of Collector's Video (1986)
- Bigger the Better (1986)
- Blondes Blondes Blondes (1986)
- Boiling Desires (1986)
- California Fever (1986)
- Cat Alley (1986)
- Cheerleader Academy (1986)
- Chocolate Kisses (1986)
- Debutante (1986)
- Deeper Harder Faster (1986)
- Dial-a-dick (1986)
- Double Dare (1986)
- Double Standards (1986)
- Dr. Truth's Great Sex (1986)
- Erotic Penetration (1986)
- Erotic Starlets 2: Bunnie Bleu (1986)
- Finger Friggin' (1986)
- Getting L.A.'d (1986)
- Girl Toys (1986)
- Heavy Breathing (1986)
- Like a Virgin 2 (1986)
- Little American Maid (1986)
- Lottery Lust (1986)
- Lucy Has a Ball (1986)
- Lust Detector (1986)
- Lusty Layout (1986)
- Mixed Company (1986)
- My Sweetheart (1986)
- Naughty Nurses (1986)
- Passion By Fire (1986)
- Pleasure Spot (1986)
- Postman Always Comes Twice (1986)
- Pulsating Flesh (1986)
- Return of Johnny Wadd (1986)
- Salt And Pepper (1986)
- Satin Seduction (1986)
- Sex Game (1986)
- Sexy Delights 1 (1986)
- Sins of the Wealthy 1 (1986)
- Splashing (1986)
- Star Cuts 31: Bunny Bleu (1986)
- Summer Break (1986)
- Take It Off (1986)
- Temperature's Rising (1986)
- Terms Of Endowment (1986)
- This Stud's for You (1986)
- Twins (1986)
- Ultimate Thrill (1986)
- Unnatural Act 2 (1986)
- Video Store Vixens (1986)
- Voyeur's Delight (1986)
- Wet Science (1986)
- Wild Nurses in Lust (1986)
- Wild Orgies (1986)
- WPINK TV 2 (1986)
- Adult Video Therapist (1987)
- Back To Class 1 (1987)
- Best of Diamond Collection 9 (1987)
- Brazilian Connection (1987)
- Cabaret Sin (1987)
- Circus Acts (1987)
- Cram Session (1987)
- Dirty Blondes (1987)
- Empire of the Sins (1987)
- Erotic Therapy (1987)
- Ginger In Ecstasy (1987)
- Girls Who Dig Girls 3 (1987)
- Girls Who Love To Suck (1987)
- Good Lust Charm (1987)
- Honeymooners (1987)
- Hot to Trot (1987)
- I Love L.A. 1 (1987)
- Lip Service (1987)
- Lucky Charm (1987)
- Nasty Lovers (1987)
- Oral Majority 4 (1987)
- Oral Mania (1987)
- Oral Mania 2 (1987)
- Orgies (1987)
- Professor Probe And The Spirit Of Sex (1987)
- Rockin' Erotica (1987)
- Slip Into Ginger And Amber (1987)
- Sticky Situation (1987)
- Takin' It To The Streets (1987)
- Taste of the Best 2 (1987)
- Tracy Who (1987)
- Wide World of Sex (1987)
- 21 Hump Street (1988)
- Air Erotica (1988)
- Best of Leo Ford (1988)
- Catfighting Cheerleaders (1988)
- Crack Down (1988)
- Crackdown (1988)
- Cumshot Caper (1988)
- Diamond Collection Double X 15 (1988)
- Dildo Babes 2 (1988)
- Edible Vegetables (1988)
- Flaming Tongues 2 (1988)
- Flaming Tongues 3 (1988)
- Flesh in Ecstasy 15: Bunnie Bleu (1988)
- Fun in the Sun (1988)
- Girls Who Dig Girls 5 (1988)
- Good Love (1988)
- Hottest Parties (1988)
- In And Out With John Leslie (1988)
- Infidelity (1988)
- Leg Ends 1 (1988)
- Lesbian Dildo Bondage (1988)
- Muff Diving USA (1988)
- Nina's Knockouts (1988)
- Oral Ecstasy 2 (1988)
- Party Girls (1988)
- Rear Busters (1988)
- Rip Off 2 (1988)
- Rollover And Cell Blocks (1988)
- Secret Lessons 1 (1988)
- Sex Starved (1988)
- Sucker! (1988)
- Switch Video 1 (1988)
- Taste of Bunny (1988)
- Taste of the Best 1 (1988)
- Tropical Nights (1988)
- Wicked Wenches (1988)
- X-Rated Bloopers And Outtakes (1988)
- Abracadabra (1989)
- B*A*S*H (1989)
- Best of Footworship 2 (1989)
- Big Pink (1989)
- Bondage Fantasies 1 (1989)
- Bondage Fantasies 2 (1989)
- Chadsworth Hall (1989)
- Dresden Mistress (1989)
- Dresden Mistress 2 (1989)
- Floor Play (1989)
- Forbidden Fruit 1 (1989)
- Girls Who Dig Girls 11 (1989)
- Hot Buns (1989)
- Journey Into Pain 2 (1989)
- Leather Lust Mistress (1989)
- Lesbian Obsessions (1989)
- Lucky at Lust (1989)
- Making It In New York (1989)
- Mrs. Rodgers Neighborhood (1989)
- Nympho Lesbians (1989)
- Outrageous Orgies 5 (1989)
- Talk Dirty to Me 3 (new) (1989)
- To Snatch A Thief (1989)
- Unleashed Lust (1989)
- Vegas Brats (1989)
- Video Voyeur 2 (1989)
- Wacky World of X-rated Bloopers (1989)
- Wild Women 39: Rachel Ryan (1989)
- Women Who Love Girls (1989)
- XTV 1 (1989)
- Best of Bruce Seven 3 (1990)
- Best of Bruce Seven 4 (1990)
- Best of Male Domination 14: My Lord and Master (1990)
- Best of Male Domination 15: Women in Suspension (1990)
- Celebrity Sluts (1990)
- Dresden Mistress 3 (1990)
- Erotic Explosions 11 (1990)
- Erotic Explosions 3 (1990)
- Erotic Explosions 5 (1990)
- Girls Just Wanna Have Girls 2 (1990)
- Journey Into Submission (1990)
- Le Sex De Femme 6 (1990)
- Lesbian Dildo Bondage 2 (1990)
- Nude Bondage Gallery 5 (1990)
- Nude Bondage Gallery 6 (1990)
- Nude Bondage Gallery 7 (1990)
- Paul Norman's World of Sexual Oddities (1990)
- Secret Lessons 2 (1990)
- Superstar Masturbation (1990)
- Bound Biker Babes 1 (1991)
- Chicks: No Dicks (1991)
- Cram Session (new) (1991)
- Perils Of Jane Bondage (1991)
- Private Showings (1991)
- Secret Retreat (1991)
- Sex Spirit (1991)
- Summer Break (new) (1991)
- Anal Rescue 811 (1992)
- Backdoor to Brooklyn (1992)
- Best Bi Far 1 (1992)
- Best Bi Far 2 (1992)
- Bizarre Mistress Series: Mistress Jacqueline (1992)
- Catfighting 6 (1992)
- Disciples Of Bondage (1992)
- Forbidden Dildo Taboos (1992)
- Honeymooned (1992)
- Lesbian Kink Trilogy (1992)
- Lesbian Pussy Power (1992)
- Rock 'n Roll Bondage Sluts (1992)
- Secret Retreat 2: Ultimate Submission (1992)
- Show Them No Mercy 1 (1992)
- Show Them No Mercy 2: The Final Lesson (1992)
- Sissy Spanked In Red Panties (1992)
- Sleeping With Everybody (1992)
- Toppers 1 (1992)
- Toppers 2 (1992)
- Toppers 4 (1992)
- Amorous Amateurs 15 (1993)
- Amorous Amateurs 16 (1993)
- Amorous Amateurs 32 (1993)
- Best of Female Domination 11: Mistress' Stable (1993)
- Big Boob Boat Ride 1 (1993)
- Bond-aid (1993)
- Breast Wishes 10 (1993)
- Bringing Up the Rear (1993)
- Bruise Control (1993)
- Christy Canyon vs Ginger Lynn: the Early Years (1993)
- I Love L.A. (new) (1993)
- Leg Ends 9 (1993)
- Loads of Fun 4 (1993)
- Lottery Lust (new) (1993)
- Lover Girls (new) (1993)
- Murder By Sex (1993)
- Orgy Attack (1993)
- Positively Pagan 6 (1993)
- Proposal (1993)
- Raging Waters (1993)
- Return Of Johnny Wadd (new) (1993)
- Savage Discipline (1993)
- Spanking 9 (1993)
- Super Leg-ends (1993)
- Swedish Erotica Hard 34 (1993)
- Tickling 7 (1993)
- Toe Hold (1993)
- Toe-tally Foot-age (1993)
- Toppers 12 (1993)
- Toppers 9 (1993)
- America's Raunchiest Home Videos 71 (1994)
- Beach Bunny (1994)
- Best of Male Domination 22: Masters of Pain (1994)
- Best of No Man's Land 2 (1994)
- Best of Spanking 2 (1994)
- Big Knockers 1 (1994)
- Big-titted Tarts (1994)
- Bloopers (1994)
- Boobs A Poppin' 1 (1994)
- Breastman's Wet T-shirt Contest (1994)
- Bunnie Bleu Amateur Solo (1994)
- Bunnie Blue A Gang Bang Fantasy (1994)
- Bunnie's Bondage-land (1994)
- Bunnie's Lesson In Pain (1994)
- California Blondes 6 (1994)
- Catfighting 10 (1994)
- Chug-a-lug Girls 5 (1994)
- Cuntrol (1994)
- Demolition Woman 1 (1994)
- Demolition Woman 2 (1994)
- Dirty (1994)
- Double D Amateurs 19 (1994)
- Enema 14 (1994)
- FleXXX (1994)
- Footworship 11 (1994)
- Gemini (1994)
- Horny Henry's Peeping Adventures (1994)
- Horny Henry's Swinging Adventures (1994)
- Impulse 1: Video Memories Of An Italian Slut (1994)
- L.A. Topless (1994)
- Ladies Room (1994)
- Let's Do It (1994)
- Mind Mirror (1994)
- No Man's Land 9 (1994)
- Pornomania 5 (1994)
- Sex Between The Scenes (1994)
- Sordid Stories 1 (1994)
- Sure Thing (1994)
- Tickling 9 (1994)
- Titanic Orgy (1994)
- Tonya's List (1994)
- Toppers 28 (1994)
- Toppers 29 (1994)
- Visions Of Desire (II) (1994)
- Wet Nurses 1 (1994)
- Wicked Woman (1994)
- Wild and Wicked 4 (1994)
- Wild Orgies 12 (1994)
- 1-900-fuck 1 (1995)
- 1-900-FUCK 3 (1995)
- Anal Addicts (1995)
- Anal Centerfold (1995)
- Anal Dynomite (1995)
- Anal Hellraiser 1 (1995)
- Anal Insatiable (1995)
- Anal Maniacs 2 (1995)
- Anal Senorita 2 (1995)
- Ass Openers 3 (1995)
- Attic Toys (1995)
- Best of Footworship 3 (1995)
- Big Boob Bangeroo 1 (1995)
- Big Breast Beach (1995)
- Big Bust Babes 18 (1995)
- Big Bust Babes 27 (1995)
- Big Bust Babes 33 (1995)
- Big Knockers 11 (1995)
- Big Knockers 19 (1995)
- Big Knockers 22 (1995)
- Blue Vanities 247 (1995)
- Breastman's Triple X-cellent Adventure (1995)
- Cocksuckers 2 (1995)
- Coming Attractions (1995)
- Competent People (1995)
- Double D Dykes 17 (1995)
- Double D Dykes 18 (1995)
- Double D Dykes 19 (1995)
- Ghosts (1995)
- Girls on Girls (1995)
- Hard Squeeze (1995)
- Horny Henry's Strange Adventure (1995)
- Hot Tight Asses 9 (1995)
- Hotel Sodom 5 (1995)
- Initiation of Kylie (1995)
- Interview: Doin the Butt (1995)
- Jug Humpers (1995)
- Kept Women (1995)
- Last Tango in Paradise (1995)
- Memories Of An Italian Slut (1995)
- More Than A Mouthful 1 (1995)
- Nasty Nymphos 7 (1995)
- Obsessions In Lace (1995)
- On The Rise (1995)
- Other Side (1995)
- Overtime 29: North Pole (1995)
- Penitentiary (1995)
- Rachel And Bunny (1995)
- Rumpman Forever (1995)
- Scarlet Woman (1995)
- Secret of Her Suckcess (1995)
- Slammed (1995)
- Tails From The Crack (1995)
- Toppers 32 (1995)
- What's The Lesbian Doing In My Pirate Movie (1995)
- Anal Angels 2 (1996)
- Ass Masters 7 (1996)
- Double D Dykes 22 (1996)
- Experiments In Ecstasy (1996)
- Finger Pleasures 9 (1996)
- Misfit (1996)
- N.Y. Video Magazine 7 (1996)
- Nasty Dancers 2 (1996)
- Pocahotass 2 (1996)
- Pussy Posse 2 (1996)
- Pussyman 13 (1996)
- Ready To Drop 13 (1996)
- Anal Interactive (1997)
- Ass Openers 4 (1997)
- Ass Openers 8 (1997)
- Ass Openers 9 (1997)
- Big Knockers 24 (1997)
- Blowjob Adventures of Dr. Fellatio 3 (1997)
- Boobwatch 2: Malibu Rocki (1997)
- Busty Queens Of Kink 1 (1997)
- Buttplains Drifters (1997)
- California Butt Sluts 1 (1997)
- Cellar Dweller 2: Back in the Basement (1997)
- Confessions Of An Anal Sex Addict (1997)
- Double D Housewives 2 (1997)
- Enema 21 (1997)
- Female Climax (1997)
- Footworship 19 (1997)
- Grind (1997)
- How Sweet It Is (1997)
- How to Suck a Dick 2 (1997)
- Kinky Catfighting 1 (1997)
- Pocahotass 3 (1997)
- Pussy Poppers 3 (1997)
- Pussyman's Escape From L.A. (1997)
- Rainwoman 11 (1997)
- Red Hot Redheads (1997)
- Savage Babes (1997)
- Seymore Butts Meets the Pure Pleasure Girls (1997)
- Smart Attack (1997)
- So You Wanna Be A Porn Star (1997)
- Spinners 3: Spin Crazy (1997)
- Throat Chokers (1997)
- Toilet Tramps 1 (1997)
- World's Luckiest Man (1997)
- Battered Beauties (1998)
- Bi Curious (1998)
- Bi Tanic (1998)
- Big Boob Bangeroo 11 (1998)
- Bi-witched (Gay) (1998)
- Blowjob Fantasies 2 (1998)
- Blue Vanities 304 (1998)
- Boobsville Cabaret (1998)
- Coed Confessions 2 (1998)
- Curious? (1998)
- Fluff Whores 1 (1998)
- Giggle Gals (1998)
- Harem 74 (1998)
- Hooker Illustrated 2 (1998)
- Live Sex Now.com 2 (1998)
- Live Sex Now.com 3 (1998)
- Live Sex Now.com 4 (1998)
- Live Sex Now.com 5 (1998)
- Moral Degeneration (1998)
- Shut Up and Blow Me 6 (1998)
- Tickled Ladies 2 (1998)
- Toys In The Addic (1998)
- World's Biggest Anal Gang Bang (1998)
- World's Luckiest Black Man (1998)
- Blue Vanities 317 (1999)
- Lusty Busty Dolls 2 (1999)
- Stinky Fingers (1999)
- All Girl Pussy Lickers (2000)
- MH Home Video 569: Cum In My Mouth 21 (2000)
- Cherry Pie (2001)
- Cleavage Dreams (2001)
- Wadd: The Life and Times of John C. Holmes (2001)
- Big Boob Bangeroo 22 (2002)
- Swedish Erotica 4Hr 1 (2003)
- Swedish Erotica 4Hr 8 (2003)
- Babysitter Blowjobs (2004)
- Bi the Way (II) (2004)
- Big Titty Slammers 5 (2004)
- Supersize Tits 4 (2004)
- Best of Amber Lynn (2005)
- Helga Sven: 40+ Bra Buster (2005)
- Bi's And Dolls (2006)
- Breast Obsessed (2006)
- Classic Bitches In Heat 3 (2007)
- Classic Porn of the 80s 2 (2007)
- Ginger Lynn's Yours For The Asking (2007)
- Lotsa Top (2007)
- Swedish Erotica 121 (2007)
- Swedish Erotica 125 (2007)
- Swedish Erotica 131 (2007)
- Swedish Erotica 97 (2007)
- Best of Ron Jeremy (2011)
- Candy Palace
- Dick Tales
- Dolls And Dragons
- Just Kinky Sex
- Piano Man
- Sweet Savage 2